# Revueltas en Irak de 1991
La insurrección de 1991 en Irak fueron una serie de rebeliones antigubernamentales, levantamientos étnicos y religiosos en el sur y el norte de Irak dirigidos por chiitas y kurdos contra Sadam Huseín como parte de las secuelas de la guerra del Golfo. Las revueltas duraron de marzo a abril de 1991 después de un alto el fuego tras el final de la guerra del Golfo.La insurgencia, en su mayoría descoordinada, fue alimentada por la percepción que tras su derrota el dictador iraquí, Sadam Huseín, estaba en una posición muy débil, junto con el rechazo a la represión de su régimen y la devastación causada por dos guerras en una década. Estados Unidos también fomentó los levantamientos sin darles mayor ayuda.
En las primeras dos semanas, la mayoría de las ciudades y provincias de Irak cayeron en manos de las fuerzas rebeldes. Los participantes del levantamiento fueron una mezcla diversa de afiliaciones étnicas, religiosas y políticas, incluidos militares amotinados, islamistas árabes chiitas , nacionalistas kurdos , islamistas kurdos y grupos de extrema izquierda.  
Las revueltas en el sur fueron dominadas por los chiitas con el involucramiento de las desmoralizadas tropas iraquíes y partidos chiíes contra el gobierno, el Partido Islámico Dawa y el Consejo Supremo para la Revolución Islámica en Irak (SCIRI). Otra ola de insurgencia estalló poco después en el norte, entre los kurdos, aunque en este caso no fue espontánea, como en el sur, sino organizada por dos milicias kurdas rivales: el Partido Democrático del Kurdistán (PDK) y la Unión Patriótica del Kurdistán (UPK), con alguna planificación a largo plazo. 
Después de las victorias iniciales, las divisiones internas y la falta de apoyo anticipado de Estados Unidos o Irán impidieron que la revolución siguiera teniendo éxito. A pesar de ser una seria amenaza para el poder del partido Baaz, Saddam consiguió sofocar las rebeliones con una enorme potencia e indiscriminada fuerza principalmente por la Guardia Republicana Iraquí. Durante el descontento y su sofocamiento varias miles de personas murieron y muchos más en los meses de represión subsecuentes, dos millones más tuvieron que huir para salvar sus vidas. La reubicación de poblaciones enteras se intensificó en el período siguiente a la rebelión mientras que la Coalición estableció en todo Irak zonas de exclusión de vuelo.
Después del conflicto, el gobierno iraquí intensificó una reubicación forzada sistemática previa de los árabes de las marismas y el drenaje de las marismas mesopotámicas en el sistema fluvial Tigris-Éufrates. La Coalición de la guerra del Golfo estableció zonas de exclusión aérea iraquíes sobre el norte y el sur de Irak, y la oposición kurda estableció la República Autónoma Kurda en el Kurdistán iraquí.

## Antecedentes
Durante la Guerra entre Irán e Irak, el líder supremo de Irán, Ruhollah Jomeiní, pidió a los iraquíes que derrocaran al gobierno Ba'ath y establecieran un estado islámico. Debido a su incitación, muchos árabes chiitas fueron expulsados de Irak y algunos fueron reclutados en milicias armadas respaldadas por Irán, aunque la mayoría permaneció leal a Irak durante la guerra.

### Emisiones de radio de EE.UU
El 15 de febrero de 1991, el entonces presidente de los Estados Unidos, George H. W. Bush, pronunció un discurso contra los iraquíes a través de la radio Voz de América. Con la esperanza de incitar a un rápido golpe militar para derrocar a Sadam Huseín, Bush declaró:
Hay otra forma de detener el derramamiento de sangre: y es que el ejército iraquí y el pueblo iraquí tomen el asunto en sus propias manos y obliguen a Saddam Hussein, el dictador, a hacerse a un lado y luego cumplir con las resoluciones de las Naciones Unidas y reincorporarse a la familia de las naciones amantes de la paz.
Bush hizo un llamado similar el 1 de marzo, un día después del final de la guerra del Golfo:
Desde mi punto de vista... el pueblo iraquí debería dejar a [Sadam] a un lado, y eso facilitaría la resolución de todos estos problemas que existen y ciertamente facilitaría la aceptación de Irak nuevamente en la familia de naciones amantes de la paz.
En la noche del 24 de febrero, 4 días antes de que se firmara el alto el fuego de la guerra del Golfo, la estación de radio Voice of Free Iraq, transmitió un mensaje al pueblo iraquí diciéndole que se levante y derroque a Saddam. El orador en la radio era Salah Omar al-Ali, un exmiembro exiliado del Partido Baaz Árabe Socialista y del Consejo de Mando Revolucionario Ba'athist . El mensaje de Al-Ali instó a los iraquíes a derrocar al "tirano criminal de Irak" y afirmó que Saddam "huirá del campo de batalla cuando esté seguro de que la catástrofe se ha apoderado de cada calle, cada casa y cada familia en Irak". Él dijo:
Levántate para salvar a la patria de las garras de la dictadura para que puedas dedicarte a evitar los peligros de la continuación de la guerra y la destrucción. Honorables Hijos del Tigris y del Éufrates , en estos momentos decisivos de vuestra vida, y ante el peligro de muerte a manos de fuerzas extranjeras, no tenéis otra opción para sobrevivir y defender la patria que acabar con el dictador y su banda criminal. 

## Revolución

### Levantamientos del Sur
Muchos de los rebeldes en el sur de Irak, donde comenzaron los levantamientos, eran soldados desmoralizados del ejército iraquí o miembros de grupos contrarios al régimen, en particular el Partido Islámico Dawa y la Asamblea Suprema Islámica de Irak. Las fuerzas armadas iraquíes estaban compuestas en gran parte por reclutas chiitas y contenían elementos sustanciales contra el régimen y por lo tanto, muchas de las tropas del gobierno cambiaron rápidamente de bando y se pasaron a los rebeldes.
La agitación comenzó por primera vez en las ciudades de Abu Al-Khaseeb y Az Zubayr , al sur de Basora, a fines de febrero. El 1 de marzo de 1991, un día después del alto el fuego de la guerra del Golfo, un artillero de un tanque T-72 , que regresaba a casa después de la derrota de Irak en Kuwait, disparó un proyectil contra un gigantesco retrato de Sadam Huseín que colgaba sobre la plaza principal de Basora y los soldados aplaudieron. La revuelta en Basora fue dirigida al principio por Muhammad Ibrahim Wali, un oficial del ejército que reunió una fuerza de vehículos militares para atacar los edificios gubernamentales y las prisiones de la ciudad; estaba respaldado por la mayoría de la población. El levantamiento en Basora fue completamente espontáneo y desorganizado. La noticia de este evento y las transmisiones de radio de Bush alentaron al pueblo iraquí a rebelarse contra el régimen en los otros pueblos y ciudades. En Náyaf, una manifestación cerca de la gran Mezquita del Imán Alí de la ciudad se convirtió en un tiroteo entre los desertores del ejército y las fuerzas de seguridad de Saddam. Los rebeldes se apoderaron del santuario cuando los funcionarios del Partido Baaz huyeron de la ciudad o fueron asesinados; los presos fueron liberados de las cárceles. El levantamiento se extendió en cuestión de días a todas las ciudades chiitas más grandes del sur de Irak: Amara, Diwaniya, Hilla, Kerbala, Kut, Nasiriya y Samawah.. Las ciudades más pequeñas también fueron barridas por la revolución.
Muchos disidentes iraquíes exiliados, incluidos miles de militantes del SCIRI de las Brigadas Badr con base en Irán, cruzaron las fronteras y se unieron a la rebelión. SCIRI concentró sus esfuerzos en las ciudades sagradas chiitas de Náyaf y Kerbala, alejando a muchas personas que no se suscribieron a su agenda islamista chiita y lemas pro iraníes, por lo que SCIRI fue posteriormente criticado por el Partido Dawa. Las filas de los rebeldes en toda la región incluían miembros sunitas amotinados del ejército, izquierdistas como facciones del Partido Comunista Iraquí (PCI), nacionalistas árabes anti-Sadam., e incluso baazistas descontentos. Desastrosamente para ellos, todos los diversos grupos, milicias y partidos revolucionarios estaban unidos solo en su deseo de un cambio de régimen, ya que no tenían un programa político o militar común, ni un liderazgo integrado, y había muy poca coordinación entre ellos.

### Levantamientos del norte
Otra ola de insurgencia estalló poco después en el norte de Irak poblado por kurdos. A diferencia de la rebelión espontánea en el sur, el levantamiento en el norte fue organizado por dos milicias rivales basadas en partidos kurdos: principalmente la Unión Patriótica del Kurdistán (PUK) y, en menor medida, el Partido Demócrata del Kurdistán (KDP). Además, el Movimiento Democrático Asirio (ADM) sirvió como el principal grupo de oposición asirio, aunque el grupo fue más activo en la década de 1980. El ADM informó que el gobierno desplazó a miles de asirios en Kirkuk, ya que había alrededor de 30.000 en la ciudad antes de 1991. En el norte, la deserción de las milicias kurdas de la guardia nacional reclutadas por el gobierno, conocidas como jash, dio una fuerza considerable a la rebelión.
La rebelión en el norte (Kurdistán iraquí) estalló el 5 de marzo en la ciudad de Rania. En 10 días, los nacionalistas kurdos (Peshmerga), islamistas (Movimiento Islámico de Kurdistán) y comunistas (del PCI y el Partido Comunista de Kurdistán; el Partido de los Trabajadores de Kurdistán también estuvo activo hasta cierto punto), se unieron a decenas de Miles de milicianos desertores y desertores del ejército (según se informa, había más de 50.000 de ellos en toda la región), tomaron el control de todas las ciudades del norte excepto Kirkuk (que finalmente cayó en sus manos el 20 de marzo) y Mosul. Unidades enteras se rindieron sin mucha o ninguna resistencia, incluida toda la 24.ª División que no disparó una sola bala. En Solimania, los rebeldes sitiaron y capturaron la sede regional de la temida Dirección de Seguridad General de la policía secreta del régimen (años más tarde, el edificio, conocido como Amna Suraka o "Seguridad Roja" en kurdo, se convirtió en un museo de los crímenes de Saddam)).
En una sangrienta venganza, mataron a varios cientos de oficiales baazistas y oficiales de seguridad capturados sin un juicio; según se informa, más de 900 agentes de seguridad fueron asesinados en Solimania. También capturaron enormes cantidades de documentos gubernamentales relacionados con el notoriola Operación al-Anfal en la que las fuerzas gubernamentales mataron sistemáticamente a decenas de miles de kurdos iraquíes y miembros de otras minorías étnicas tres años antes, en 1988; 14 toneladas de estos documentos fueron obtenidos por Human Rights Watch. A diferencia del sur, la rebelión kurda estuvo precedida por manifestaciones con claros lemas políticos: democracia para Irak y autonomía para Kurdistán. Después de la toma de Mosul, Yalal Talabani propuso marchar sobre la capital, Bagdad.

### Ofensiva lealista
El 7 de marzo, en un esfuerzo por acallar los levantamientos, Sadam Huseín ofreció a los líderes chiitas y kurdos acciones en el gobierno central a cambio de lealtad, pero los grupos opositores rechazaron la propuesta. En el apogeo de la revolución, el gobierno perdió el control efectivo sobre 14 de las 18 provincias de Irak. Sin embargo, la gente de Bagdad permaneció en gran medida pasiva, ya que el Partido Dawa, el Partido Comunista y el partido disidente prosirio Ba'ath no habían logrado construir estructuras clandestinas en la capital. Solo hubo un malestar limitado en el vasto barrio marginal poblado por chiitas de la ciudad de Saddam, mientras que el resto de Bagdad permaneció en calma.

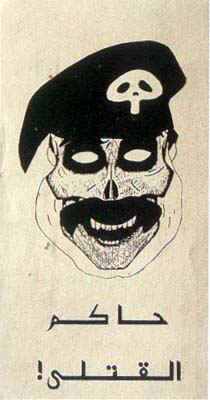
Folleto de la guerra del Golfo de Estados Unidos que representa a Sadam Huseín como la muerte.

Pronto, los leales al régimen se reagruparon y se lanzaron a la ofensiva para recuperar las ciudades. Les ayudó el hecho de que aproximadamente la mitad de los tanques de la Guardia Republicana Iraquí de élite y políticamente confiable lograron escapar de la "madre de todas las batallas" proclamada por Saddam en Kuwait y que las unidades del cuartel general de la Guardia también sobrevivieron a la guerra. Además, el acuerdo de alto el fuego de la guerra del Golfo del 3 de marzo prohibió el uso de aviones de ala fija por parte del ejército iraquí sobre el país, pero les permitió volar helicópteros porque la mayoría de los puentes habían sido destruidos. Esto se debió a que el general Norman Schwarzkopf aceptó la solicitud de un general iraquí de volar helicópteros, incluidos cañoneros armados, para transportar a funcionarios del gobierno debido a la destrucción de la infraestructura de transporte, actuando sin instrucciones del Pentágono o la Casa Blanca; casi de inmediato, los iraquíes comenzaron a utilizar los helicópteros como cañoneras para sofocar los levantamientos. Los rebeldes superados en armas tenían pocas armas pesadas y pocos misiles tierra-aire, lo que los dejó casi indefensos contra los helicópteros de combate y bombardeos de artillería indiscriminados cuando los baazistas respondieron a los levantamientos con una fuerza aplastante. Según Human Rights Watch:
"en sus intentos de retomar las ciudades, y después de consolidar el control, las fuerzas leales mataron a miles de personas que se les oponían, ya fueran rebeldes o civiles, disparando indiscriminadamente en las zonas enemigas, ejecutándolos en las calles, en las casas y en hospitales; reunir a sospechosos, especialmente hombres jóvenes, durante registros casa por casa y arrestarlos con o sin cargos o fusilarlos en masa ; y usar helicópteros para atacar a quienes intentan huir de las ciudades".
Hubo varios informes de ataques de guerra química, incluido el uso de un agente nervioso durante el asalto a Basora. Luego de una investigación, la Organización de las Naciones Unidas (ONU) encontraron que no había evidencia de que Irak usara armas químicas para reprimir los levantamientos, pero no descartó la posibilidad de que Irak pudiera haber usado gas fosgeno que no habría sido detectable después del ataque. Según el Iraq Survey Group del gobierno de Estados Unidos el ejército iraquí de hecho usó el agente nervioso sarín, así como gas CS no letal, a gran escala cuando "docenas" de helicópteros improvisados lanzaron bombas contra los rebeldes en Karbala y las áreas circundantes en marzo de 1991; También se han informado pruebas de aparentes ataques con gas mostaza en las áreas de Najaf y Karbala por parte de las fuerzas estadounidenses que estaban estacionadas allí en ese momento.

En el sur, las fuerzas de Sadam Huseín sofocaron casi todos los de la resistencia a finales de marzo. El 29 de marzo, el líder de SCIRI, Abdul Aziz al-Hakim, admitió que los rebeldes chiitas se retiraron de las ciudades y que la lucha se limitó a las zonas rurales. El levantamiento kurdo en el norte del país se derrumbó incluso más rápido de lo que comenzó. Después de expulsar a los peshmerga de Kirkuk el 29 de marzo, los tanques del gobierno entraron en Dahok e Irbil el 30 de marzo, Zakho el 1 de abril y Solimania, la última ciudad importante en manos de los rebeldes, el 3 de abril. El avance de las fuerzas gubernamentales se detuvo en Kore, un estrecho valle cerca de las ruinas de Qaladiza, donde los kurdos liderados por Masud Barzani llevaron a cabo una exitosa defensa. Según el Departamento de Estado de los Estados Unidos y el grupo de Asuntos Exteriores del Parlamento de Australia, la organización rebelde iraní Organización de los Muyahidines del Pueblo de Irán (PMOI), refugiada en Irak por Sadam Huseín, ayudó a la Guardia Republicana Iraquí a reprimir brutalmente a los levantamientos. Los exmiembros de la PMOI informaron que Maryam Rajavi dijo:
"Lleven a los kurdos debajo de sus tanques y guarden sus balas para la Guardia Revolucionaria iraní".
El 5 de abril, el gobierno anunció "la represión total de los actos de sedición, sabotaje y disturbios en todas las ciudades de Irak". Ese mismo día, el Consejo de Seguridad de las Naciones Unidas aprobó la Resolución 688 condenando la opresión de los kurdos por parte del gobierno iraquí y exigiendo que Irak respete los derechos humanos de sus ciudadanos.

## Víctimas
El número de muertos fue alto en todo el país. Los rebeldes mataron a muchos funcionarios y oficiales baazistas. En respuesta, miles de civiles desarmados fueron asesinados por fuego indiscriminado de tanques, artillería y helicópteros leales, y muchas estructuras históricas y religiosas en el sur fueron atacadas deliberadamente bajo las órdenes de Sadam Huseín. Las fuerzas de seguridad de Saddam ingresaron a las ciudades, a menudo utilizando a mujeres y niños como escudos humanos , donde detuvieron y ejecutaron sumariamente o "desaparecieron" a miles de personas al azar en una política de responsabilidad colectiva . Muchos sospechosos fueron torturados, violados o quemados vivos.
Muchas de las personas asesinadas fueron enterradas en fosas comunes. Desde la caída de Sadam Huseín en abril de 2003 se han descubierto sitios de enterramiento masivo que contienen miles de cuerpos. De las 200 fosas comunes que el Ministerio de Derechos Humanos de Irak había registrado entre 2003 y 2006, la mayoría estaban en el Sur, incluido uno que se cree que alberga hasta 10.000 víctimas.